# Wolfgang Krewe
Wolfgang Krewe (ur. 20 października 1966 w Monachium) – niemiecki aktor telewizyjny i filmowy.

## Wybrana Filmografia
- 1994: Komisarz Rex (Kommissar Rex) jako Christian Sandner
- 1997: Für alle Fälle Stefanie jako Mike Bachmann
- 1998–2000: Medicopter 117  (Medicopter 117 – Jedes Leben zählt) jako Ralf Staller
- 1998: S.O.S. Barracuda jako Hendrik Krüger
- 1998: HeliCops – Einsatz über Berlin jako policjant
- 1998–1999: SOKO München jako Conny Felsenstein
- 1999: Dr. Stefan Frank – Der Arzt, dem die Frauen vertrauen
- 2000–2007: Im Namen des Gesetzes jako komisarz Axel Bonhoff
- 2005: Abschnitt 40 jako komisarz Axel Bonhoff
- 2005: SOKO Kitzbühel jako Klaus Gründl
- 2008: Deuces of Spades
- 2009: Die Rosenheim-Cops jako Rainer Brandl
- 2010: Meine wunderbare Familie jako doradca podatkowy Martin
- 2010: Jednostka specjalna „Dunaj” (SOKO Donau) jako Rasche
- 2012: Die Rosenheim-Cops jako Jens Fischer
- 2014: In aller Freundschaft jako Oliver Heller
- 2014: Die Garmisch-Cops jako Bernd Scheuer
- 2014: Jednostka specjalna „Dunaj” (SOKO Donau) jako Thomas Hager
- 2017: Hubert und Staller jako Anton Bieder
- 2017: Gute Zeiten, schlechte Zeiten jako dr Georg Voss